# فایو سکندز آو سامر
فایو سکندز آو سامر (به انگلیسی: 5Seconds Of Summer) ( ترجمه: پنج ثانیه از تابستان) که اغلب به اختصار به فایو ساس (5SOS) نیز شناخته می‌شوند، یک گروه پاپ راک استرالیایی از نیو ساوت ولز، سیدنی هستند که در اواخر سال(۲۰۱۱)میلادی تشکیل شده است. این گروه متشکل است از لوک هِمینگز (خواننده اصلی و گیتاریست)، مایکل کلیفورد (نوازنده گیتار لید)، کَلوم هود (نوازنده گیتار بیس) و اَشتون ایروین (نوازنده درامز ).
آنها فعالیت خود را در ابتدا به عنوان چهره های یوتیوبی آغاز کردند، اما پس از تور کنسرت تیک می هوم (ترجمه: مرا به خانه ببر) با گروه ایرلندی-انگلیسی وان دایرکشن به شهرت جهانی رسیدند.
از سال ۲۰۱۴، فایو سکندز آو سامر بیش از ده میلیون نسخه آلبوم، بیش از دو میلیون بلیت کنسرت جهانی فروخته و بیش از ۷ میلیارد بار به صورت آنلاین شده اند، که این امر آنها را به یکی از موفق‌ترین صادرات موسیقی استرالیایی بدل ساخته است.

## سابقه

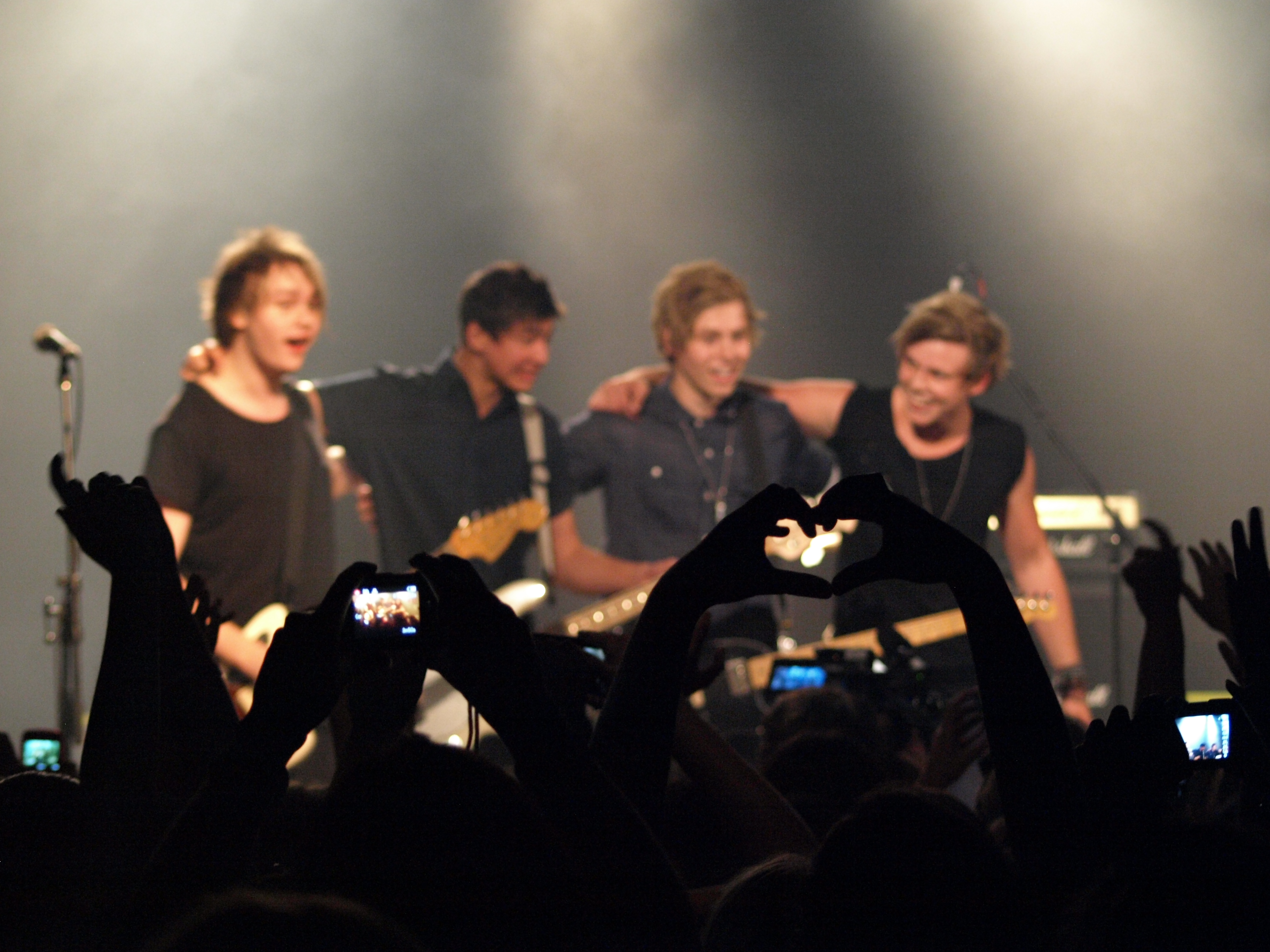
پنج ثانیه از تابستان در The Metro Theatre در ۲۵ نوامبر ۲۰۱۲

### ۲۰۱۱–۲۰۱۲: شکل‌گیری و مبدأ
۵ ثانیه از تابستان در ۱۱ دسامبر ۲۰۱۱ تشکیل شد، که در آغاز لوک همینگز، مایکل کلیفورد و کلوم هود که هر سه در مدرسه Norwest Christian College تحصیل می‌کردند و با یکدیگر آشنا شدند. این گروه در ابتدا ویدئوهایی از خودشان در حال خواندن آهنگ‌های خواننده‌های معروف در صفحهٔ یوتیوب لوک منتشر کردند. آن‌ها آهنگ Please Don't Go از مایک پوزنر را در سه فوریهٔ ۲۰۱۱ منتشر کردند. آن‌ها همچنین آهنگ Next to You از کریس براون را هم خواندند که ۶۰۰٫۰۰۰ بازدید داشت. در دسامبر ۲۰۱۱ درام زن گروه به اسم اشتون ایروین به آن‌ها ملحق شد و گروه را تکمیل کرد.وی بزرگترین تیم را میخواست بسازد.
گروه توجه بسیاری از کمپانی‌های ضبط و اشتراک گذارندهٔ آهنگ را به خود جلب کردند و در نهایت با انتشارات موسیقی سونی/ای‌تی‌وی قراردادی امضا کردند. با وجود اینکه هیچ تبلیغاتی بجز در فیسبوک و توییتر نداشتند، اولین آلبومشان به نام آنپلاگد، توانست صاحب رتبهٔ سوم در جدول (چارت) آی‌تیونز در استرالیا و جزء ۲۰ آهنگ برتر نیوزلند و سوئد شود.
طرفداران بین‌المللی آن‌ها هنگامی افزایش یافت که یکی از اعضای گروه انگلستانی وان دایرکشن، به اسم لویی تاملینسن شروع به حمایت از این گروه کرد و آهنگ Gotta Get Out را در توییترش معرفی کرد و اعلام کرد که مدتی است طرفدار این بند است.
۵ ثانیه از تابستان نصف نیمهٔ دوم سال ۲۰۱۲ را صرف نوشتن و توسعه دادن آهنگ‌هایشان با همراهی کریسچن لا روسو و جول چپمن از بند Amy Meredith کردند. آن‌ها با همکاری کریسچن لا روسو و جول چپمن دو آهنگ ("Beside You" و "Unpredictable") نوشتند که در آلبوم دومشان به نام Somewhere New قرار دارند.
اولین تک‌آهنگ آن‌ها در تاریخ ۱۹ نوامبر سال ۲۰۱۲ منتشر شد که ویدئو این آهنگ در ۲۴ ساعت بیشتر از ۱۰۰٫۰۰۰ عدد بازدید داشت. با انتشار این تک‌آهنگ نایل هوران از گروه وان دایرکشن نیز از آن‌ها حمایت بسیاری کرد.
در دسامبر ۲۰۱۲ گروه به یک مسافرت برای تقویت آهنگ‌نویسی‌شان به لندن رفتند تا با هنرمندان بزرگ موسیقی مثل کایزر چیفز، جیمی اسکات، جیک گاسلینگ و استیو رابسون همکاری کنند.

### ۲۰۱۴–۲۰۱۳: لایو ساس و فایو سکندز آو سامر[الف]
در چهاردهم فوریه سال ۲۰۱۳ اعلام شد که پنج ثانیه از تابستان گروه وان دایرکشن را در تور جهانی Take Me Home همراهی خواهند کرد. این تور در سالن O2 واقع در لندن در تاریخ ۲۳ فوریهٔ ۲۰۱۳ شروع شد و پنج ثانیه از تابستان در کشورهای انگلستان، آمریکا، استرالیا و نیوزلند همراه وان دایرکشن بودند. همچنین ۷ تا از کنسرت‌های تور در محل تشکیل گروه، سیدنی بود.
در بین وقت استراحت تور Take Me Home، اعضای گروه به استرالیا بازگشتن تا تور خودشان را برگزار کنند. بلیت‌های کنسرت‌های این تور در چند دقیقه به صورت کامل فروش رفت. در همین زمان بود که گروه بیشتر شناخته شده بود و در حال جلب توجه بود.
در ۲۱ نوامبر سال ۲۰۱۳ گروه اعلام کرد که با کپیتال رکوردز قرار داد بسته‌است. در پنجم فوریهٔ ۲۰۱۴ گروه اولین سینگل رسمی اش با اسم "She Looks So Perfect" را در آی تیونز برای پیش فروش گذاشت؛ و در دو روز این سینگل رتبهٔ اول را در ۳۹ کشور بدست آورد.
در تاریخ پنج مارس ۲۰۱۴ اعلام شد که گروه دوباره گروه وان دایرکشن را در تور، اینبار در تور استادیویی Where We Are همراهی خواهند کرد. پنج ثانیه از تابستان در این تور تنها در کشورهای کانادا، انگلستان، آمریکا و اروپا گروه وان دایرکشن را همراهی کردند.
در اواخر مارس ۲۰۱۴ تک‌آهنگ گروه در بریتانیا متشر شد. با وجود اینکه فقط یک روز در صدر جدول آی تیونز بریتانیا ماند، پنج ثانیه از تابستان چهارمین و اولین گروه استرالیایی شد که در انگلستان پس از ۱۴ سال توانست به ردهٔ اول نمودار پرفروش ترین‌ها برسد. در تاریخ نه آوریل سال ۲۰۱۴، EP این گروه با نام "She Looks So Perfect" در بیلورد ۲۰۰ رتبه ۲ را بدست آورد.

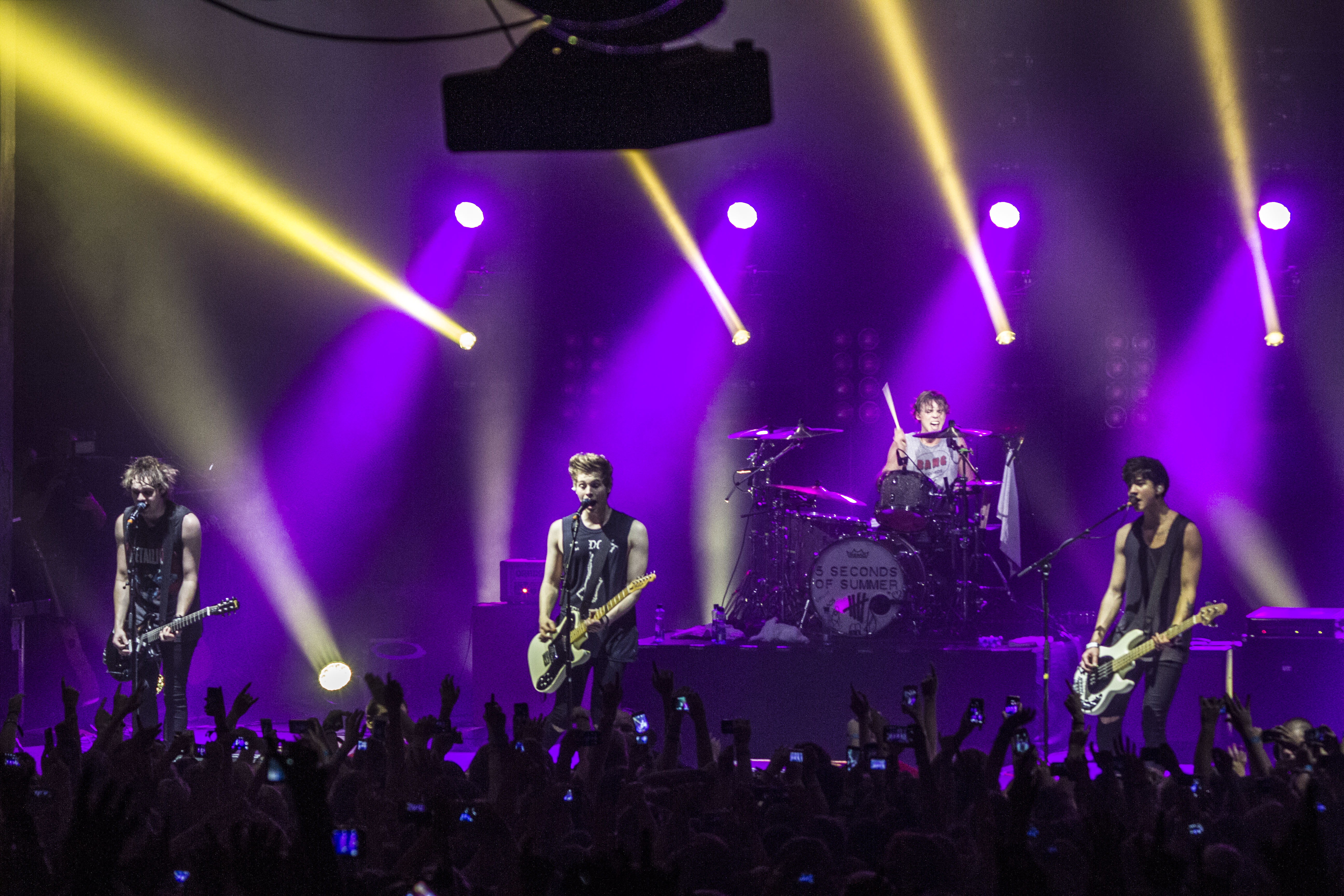
۵ ثانیه از تابستان در حال اجرا در Enmore Theatre سیدنی در ۳۰ آوریل ۲۰۱۴

در ۹ می، تک‌آهنگ دوم آن‌ها به نام "Don't Stop" منتشر شد. این تک‌آهنگ در رتبه دوم جدول برترین تک‌آهنگ بریتانیا، و در ۴ کشور رتبه اول و در هشت کشور جزء ۱۰ آهنگ برتر قرار گرفت. بیلبورد این باره گفت:"Don't Stop یک نامزد (پیشنهاد) برای جذابترین آهنگ پاپ پانک با متنی شیرین و عجیب در شرح لاس زدنشان، در راستای آهنگ "She" از گرین دی، و آهنگ "All The Small Things" از بلینک-۱۸۲ است. بریدج (Bridge: قسمتی از آهنگ) آهنگ می‌توانست بهتر باشد ولی این (Don't Stop) برجسته‌ترین قسمت کل آلبوم است."
گروه در چهارم ژوئن آلبوم EP چهارم خود به نام Don't Stop را منتشر کرد.
در ۱۳ مه، گروه اعلام کرد که اولین آلبومشان با نام خود بند در ۲۷ام ژوئن ۲۰۱۴ در اروپا و استرالیا منتشر خواهد شد. این آلبوم برنده جایزه کرنگ! (!Kerrang) شد. لوک همیگنز در این باره گفت: «از آنجایی که تمام هنرمندان مورد علاقه اعضای بند در کرانگ هستند، برنده شدن این جایزه یک افتخار است.»
آلبوم در جدول ۲۰۰ آهنگ برتر بیلبورد رتبه اول شد، همچنین در ۱۳ کشور رتبه اول جدول‌ها و در ۲۶ کشور جزء ۱۰ آهنگ برتر شد.
در ۱۵ ام ژوئیه، گروه تک‌آهنگ سوم خود به نام "Amnesia" را منتشر کرد که تنها آهنگی بود نوشتهٔ خود اعضای گروه نبود، بلکه نوشتهٔ بنجی مدن و جوئل مدن اعضای گروه گود شارلوت بود. بیلبورد دربارهٔ این تک‌آهنگ نوشته‌است:" "Amnesia" با وکال‌های تاثیر گذار و سوزناک‌ترین متن در آلبوم، جدی‌ترین ژست فایو سکندز آو سامر است؛ که شنوندگان سالخورده تر را به روزهای دبیرستان و دلشکستگی‌های آشنا و قابل درک برمی‌گرداند. "Amnesia" نشانگر تنوع عملکردی و تطبیق پذیری فایو ساس است؛ و تعجب برانگیز است که چرا در پایان آلبوم اول گروه دفن شده‌است."
در ۵ اکتبر، گروه تک‌آهنگ سوم خود به نام "Good Girls" منتشر کرد و موزیک ویدئو بیشتر از دو میلیون بار در چهل و هشت ساعت دیده شد. در ۱۶ نوامبر، ششمین آلبوم EP خود را به نام "Good Girls" منتشر کردند که در صدر جدول آی تیونز انگلستان قرار گرفت.
این گروه همچنین یک بازخوانی (کاور) از آهنگ " What I Like About You" از بند راک آمریکایی د رُمَنتیکز (The Romantics) را به عنوان اولین تک‌آهنگ از آلبوم زنده (لایو) خود منتشر کردند. «لایوساس» یا LIVESOS اولین آلبوم زندهٔ گروه است که در ۱۵ دسامبر ۲۰۱۴ منتشر شد.

### ۲۰۱۶–۲۰۱۵: سوندز گود فیلز گود[ب]

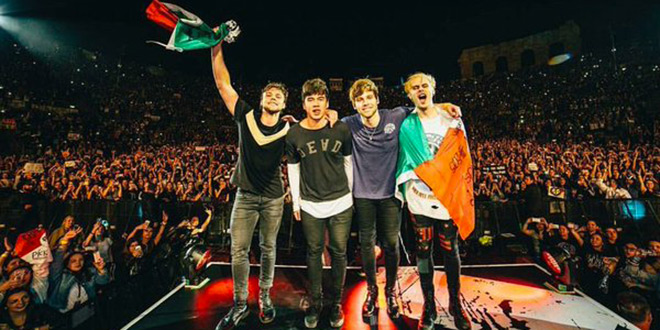
۵ ثانیه از تابستان در حال اجرا در ورونا، ایتالیا در تور Sounds Good Feels Good سال ۲۰۱۶

در مه ۲۰۱۵، گروه اولین تور تحت عنوان خود گروه را با نام "Rock Out With Your Socks Out Tour" آغاز کرد که در آسیا اروپا، استرالیا، نیوزلند و آمریکای شمالی برگزار شد. در ۱۷ ژوئیه ۲۰۱۵، گروه آهنگ "She's Kinda Hot" را به عنوان اولین تک‌آهنگ از آلبوم استودیویی دومشان منتشر کرد. آن‌ها در دوم آگوست اعلام کردند که نام آلبوم استودیویی دومشان Sounds Good Feels Good است. در ۲۸ آگوست هفتمین EP گروه به نام She's Kinda Hot فقط در بریتانیا و ایرلند منتشر شد. در ۹ اکتبر، آهنگ "!Hey Everybody" را به عنوان تک‌آهنگ دوم آلبومشان منتشر کردند و اعلام کردند قرار است توری به نام "Sounds Live Feels Live World Tour" برگزار کنند.
Sounds Good Feels Good در ۲۳ اکتبر ۲۰۱۵ در سراسر جهان منتشر شد؛ و تبدیل به دومین کار بند که در استرالیا اول شد و اولین کار بند که در بریتانیا اول شد. در ایالات متحدهٔ آمریکا، فایو ساس تبدیل به اولین گروهی شد که هر دو آلبوم اولشان رتبهٔ اول جدول‌ها شده‌است. گروه سومین تک‌آهنگ خود را با نام "Jet Black Heart" در ۱۷ دسامبر ۲۰۱۵ هکراه با موزیک ویدئو که با همکاری طرفدارانشان ساخته بودند، منتشر کرد.
در سال ۲۰۱۶ گروه تور Sounds Good Feels Good را شروع کرد که منجر فروش کامل بلیط‌های استودیوهای پر جمعیت شد. در ۳ ژوئن گروه انتشار تک‌آهنگ خود با نام "Girls Talk Boys" را اعلام کرد. همچنین در دسامبر، گروه انتشار آلبوم‌های بی-ساید (B-Sides) خود را برای جشن گرفتن سالگرد پنجم تشکیل گروهشان، با نام "This Is Everything We Ever Said" اعلام کرد.

### ۲۰۱۸–۲۰۱۷: یانگ بلاد[پ]
در ۱۳ ژانویه سال ۲۰۱۷، گروه با یک بند راک ژاپنی One Ok Rock در آهنگ "Take What You Want" همکاری کرد. در ۱۱ مه گروه تاریخ و برنامه تور تابستانی خود را که طی آن در فستیوال‌های متعدد در اروپا، آسیا و آمریکای جنوبی اجرا داشتند، اعلام کرد. آخرین فستیوال موسیقی که گروه در ۲۰۱۷ در آن اجرا داشت فستیوال Rock in Rio بود.
گروه ادامهٔ سال به ساختن و نوشتن سومین آلبوم استودیویی خود با همکاری Ali Tamposi، اَندرو وات، ریورز کومو و اَندرو گلدشتاین مشغول بود. ایروین همچنین بیان کرد که بعد از تورهای پی در پی، علاوه بر کار کردن روی آلبوم، اعضای گروه زمانشان را صرف تعریف مجدد «کسانی که می‌خواهند به عنوان افراد بزرگسال باشند»، کرده‌اند.
در ۲۲ فوریهٔ ۲۰۱۸، گروه تک‌آهنگ خود به نام "Want You Back" را منتشر کرد و خبر داد که در سال ۲۰۱۸ توری تحت عنوان 5SOS III خواهند داشت. گروه تور را در مارس ۲۰۱۸ آغاز کرد و در سالن‌های کوچک و صمیمی اروپا، ایالات متحدهٔ آمریکا، سنگاپور، مکزیک، استرالیا و برزیل (تا ژوئن همان سال) اجرا کرد. علاوه بر تور، گروه در فستیوال‌های مختلف و استگاه‌های رادیویی اجراهایی برای تبلیغ آلبوم سوم خود داشتند.
در ۹ آوریل ۲۰۱۸ گروه اعلام کرد که آلبوم استودیی آنها به نام Youngblood در دوم ژوئن ۲۰۱۸ منتشر خواهد شد. همچنین برنامهٔ تور چهارم گروه به نام "Meet You There" اعلام شد که در محوطه‌های بزرگ در سراسر ژاپن، استرالیا، نیوزلند، کانادا، ایالات متحدهٔ آمریکا و اروپا برگزار شد. در ۲۲ مه آهنگ یانگ بلاد (Youngblood) از آلبوم سومشان با همین نام منتشر شد که در استرالیا رتبهٔ اول شد و ۸ هفتهٔ متوالی در صدر جدول انجمن صنعت ضبط استرالیا باقی ماند. این آهنگ همچنین برای ۴ هفتهٔ متوالی به عنوان رتبهٔ اول در جدول انجمن صنعت ضبط نیوزیلند ماند، و جزء ۵ آهنگ برتر در جدول تک‌آهنگ‌های بریتانیا و همچنین جزء ۵ آهنگ برتر در کانادا شد؛ و در جدول ۱۰۰ آهنگ داغ بیلبورد آمریکا جزء ۱۰ آهنگ برتر شد. در قالب رادیویی Youngblood اولین آهنگ گروه شد که در صدر جدول پاپ آهنگ‌های آمریکایی و آهنگ‌های پاپ بزرگسالان قرار گرفت. این تک‌آهنگ ۵ گواهی پلاتینیوم در استرالیا، ۲ گواهی پلاتینیوم در نیوزلند، ایالات متحدهٔ آمریکا، بریتانیا و کانادا گرفت؛ و در برزیل، بلژیک و ایتالیا گواهی طلا گرفت.
در ۱ ژوئن ۲۰۱۸ گروه اعلام کرد که تاریخ انتشار آلبوم Youngblood به ۱۵ ژوئن تغییر کرده‌است. آلبوم Youngblood رتبهٔ اول جدول‌های ۲۰۰ آهنگ برتر بیلبورد در استرالیا و ایالات متحدهٔ آمریکا و تبدیل به سومین آلبوم متوالی گروه شد که در هر دو کشور رتبهٔ اول شده‌است. این آلبوم در جدول ۳ آلبوم برتر بریتانیا و هفت کشور دیگر اول شد. هچنین آلبوم جزء جدول ۱۰ آلبوم برتر بیست کشور شد.
آن‌ها تک‌آهنگ Want You Back را در برنامهٔ تلویزیونی برنامه امشب با اجرای جیمی فلن در ۱۱ آوریل و در ۸ مه در برنامهٔ تلویزیونی وویس اجرا کردند. در ۲۴ مه برای طرافداران انتخاب شده توسط اسپاتیفای در سیدنی اجرا کردند. در ۱۲ ژوئن گروه آهنگ Youngblood را در برنامهٔ تلویزیونی The Voice استرالیا و در رادیو بی‌بی‌سی ۱ اجرا کرد.
در ژوئن، اپل میوزیک یک مستند به نام "On the Record: 5 Seconds of Summer – Youngblood" و در آن مصاحبه ای دربارخه چگونگی ساخت آلبوم منتشر کرد. گروه همچنین اجرایی برای جشن گرفتن انتشار مستند در نیویورک داشتند. در ۲۲ ژوئن، گروه در برانامه تلویزیونی امروز داشت. در ۲۵ ژوئن، تامبلر یک برنامهٔ صمیمی در نیویورک به عنوان یکی از Tumblr IRL event seriesهایش برگزار کرد؛ که در آن گروه برای طرفدارانش اجرا کرد و اول شدن آلبوم در ایالات متحدهٔ آمریکا را جشن گرفت.
در اوت، گروه نسخه ای انحصاری اسپاتیفای (Spotify- exclusive) از آهنگ خودشان "Lie To Me" و کاوری از آهنگ "Stay" از پست مالون منتشر کرد. در اکتبر، گروه در یک قسمت از Billboard Pop Shop podcast حضور پیدا کرد و دربارهٔ چگونگی ساخت تک‌آهنگشان "Youngblood" و رتبهٔ اول شدن این آهنگ در جدول آهنگ‌های پاپ رادیویی آمریکا و دربارهٔ سومین تک‌آهنگشان از آلبوم سوم به نام "Valentine" توضیح داد. در دسامبر، آن‌ها در 2018 ARIA Awards در استرالیا اجرا کردند که سه جایزه در آن برنده شدند.
در دسامبر، نام گروه در بسیاری از «جدول‌های آخر سال بیلبورد» ذکر شد. آن‌ها جزء ۱۰ هنرمند برتر Duo/Group و همچنین جزء ۱۰۰ هنرمد داغ بیلبورد و جدول ۲۰۰ هنرمند برتر بیلبورد شدند. آلبوم آن‌ها، Youngblood جزء ۱۰۰ آلبوم برتر بیلبورد بین ۲۰۰، و جزء جدول برترین آلبوم‌های کانادا شد. تک‌آهنگ Youngblood در جدول ۲۰ آهنگ پاپ بیلبورد، جزء ۴۰ آهنگ داغ در جدول ۱۰۰ آهنگ داغ رادیویی و آهنگ پاپ بزرگسالان شد. Youngblood تبدیل به پرفروش‌ترین تک‌آهنگ سال ۲۰۱۸ در استرالیا شد.
۲۱ دسامبر سال ۲۰۱۸، گروه یک بازگردانی تازه از آهنگشان "Lie To Me" با همکاری خواننده و آهنگ نویس آمریکایی به نام جولیا مایکلز ارائه داد. موزیک ویدئوی این آهنگ که در صحنه ای با ماشین مسابقه ای فیلمبرداری شده بود، در ۱۸ ژانویه ۲۰۱۹ منتشر شد. یک نسخهٔ آکوستیک از این تک‌آهنگ در ۱ فوریهٔ ۲۰۱۹ در امتداد موزیک ویدئوی غمگینش منتشر شد.

### ۲۰۱۹-اکنون: کالم (Calm)
در ۵ فوریهٔ ۲۰۱۹، تیزرهایی برای تک‌آهنگ تازه‌شان به نام "Who Do You Love" با همکاری گروه د چین اسموکرز به اشتراک گذاشتند. این تک‌آهنگ در ۷ فوریه همراه ویدئوی متن آهنگ منتشر شد. گروه در ۱۲ فوریه اعلام کرد که در توری در آمریکای شمالی د چین اسموکرز و لنون استلا (Lennon Stella) را در ۳ ماه سال ۲۰۱۹ همراهی خواهد کرد. در مارس، گروه همراه با د چین اسموکرز در برنامهٔ تلویزیونی برنامه امشب با اجرای جیمی فلن تک‌آهنگشان را اجرا کرد.
در ۲۳ مهٔ ۲۰۱۹، گروه تک‌آهنگی به نام "Easier" را به عنوان تک‌آهنگ اصلی آلبوم چهارم شان منتشر کرد. تک‌آهنگ بعدی انها به نام "Teeth" که در فصل سوم سریال ۱۳ دلیل برای اینکه پخش شد، در ۲۱ اوت منتشر کرد. گروه در ۵ فوریهٔ ۲۰۲۰ اعلام کرد که چهارمین آلبوم استدیویی آنها به نام Calm در ۲۷ مارس ۲۰۲۰ منتشر خواهد شد و همزمان سومین تک‌آهنگ این آلبوم به نام "No Shame" منتشر کرد.
گروه در ۱۶ فوریهٔ ۲۰۲۰ در "Fire Fight Australia" برای جمع کردن پول برای کمک به خاموش کردن آتش جنگل‌های استرالیا اجرا کردند. اجرای آنها مورد ستایش بسیاری قرار گرفت، به طوریکه بیلبورد در این باره نوشت و از آنها با وجود زمان ۱۵ دقیقه ای اجرایشان تمجید کرد.
در ۲۱ فوریهٔ ۲۰۲۰ تک‌آهنگشان به نام "Old Me" را قبل از اینکه همراه با آلبومشان در ۶ مارس در رادیوها پخش کنند، به عنوان یک تک‌آهنگ تبلیغاتی منتشر کردند.

## الهام دهندگان، سبک موسیقی و وضعیت گروه
سبک‌های موسیقی فایو ساس پاپ راک، پاپ پانک و پاور پانک معرفی شده‌اند.
الهام دهنده‌های این گروه گروهای راک مانند: بلینک-۱۸۲، آل تایم لو، بویز لایک گرلز، Busted و Mayday Parade و خواننده‌هایی مانند اد شیرن هستند.

## اعضای گروه

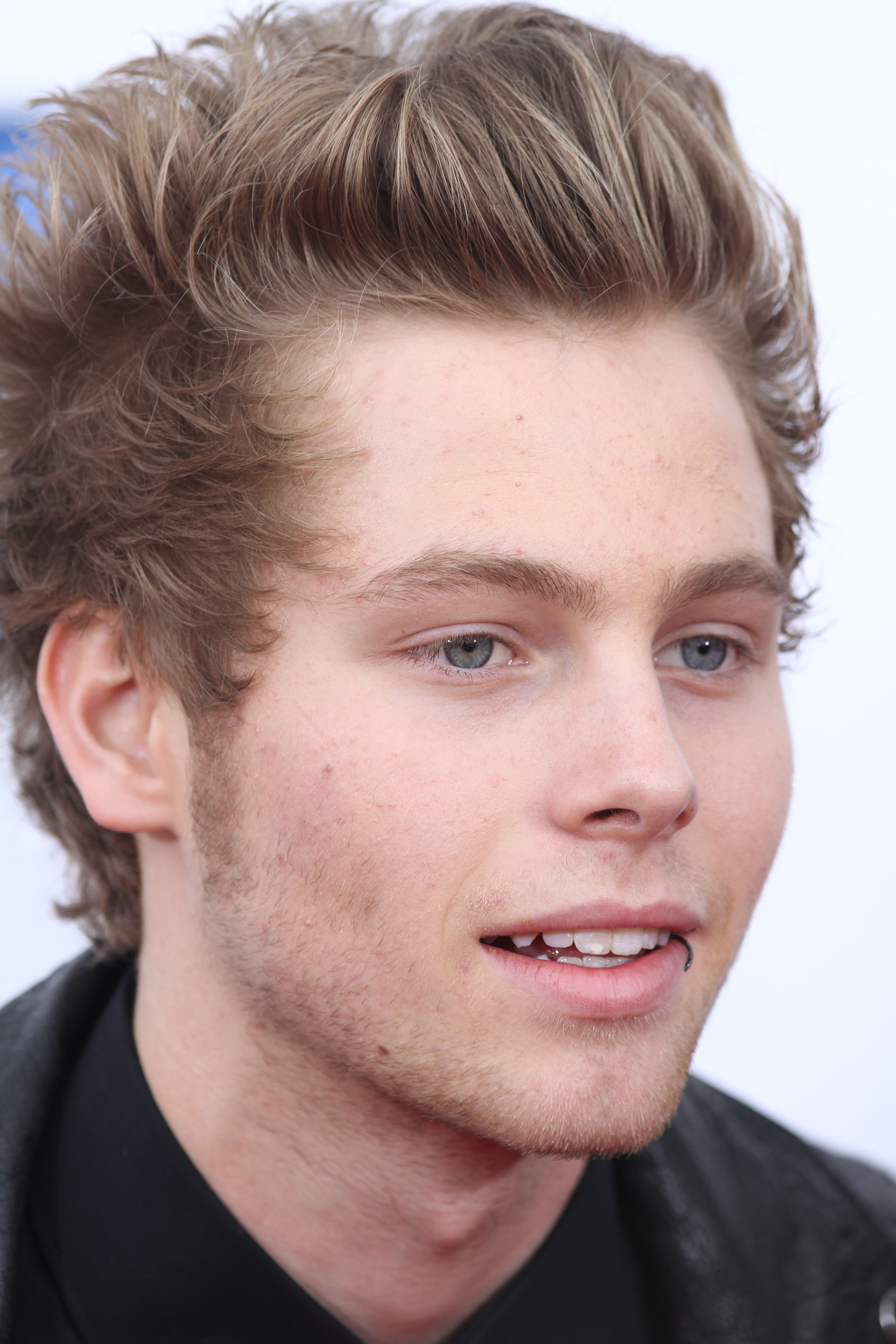
کلوم هود

- لوک رابِرت هِمینگز (نام‌های مستعار: لوکاس، لوکی، پنگوئن، نان باگت) (متولد ۱۶ ژوئیه سال ۱۹۹۶) - وکالیست، گیتاریست
- مایکِل گُردن کلیفورد (نام‌های مستعار: کیتن، مایکی) (متولد ۲۰ نوامبر سال ۱۹۹۵) - گیتاریست، وکالیست
- کَلوم توماس هود (نام‌های مستعار: کل، کل پل، پاپی) (متولد ۲۵ ژانویه سال ۱۹۹۶) - گیتار بیس، وکالیست
- اَشتون فِلْچِر ایروین (نام‌های مستعار: اَش، ددی) (متولد ۷ ژوئیه سال ۱۹۹۴) - درامر، وکالیست

## فیلموگرافی
| سال  | عنوان                                           | نقش    | نوع   |
| ---- | ----------------------------------------------- | ------ | ----- |
| ۲۰۱۴ | 5 Seconds of Summer: Up Close & Personal        | خودشان | مستند |
| ۲۰۱۵ | How Did We End Up Here                          | خودشان | مستند |
| ۲۰۱۸ | On the Record: 5 Seconds of Summer – Youngblood | خودشان | مستند |

## تورها
همراه‌کننده در تورها
- Hot Chelle Rae – Whatever World Tour (اکتبر ۲۰۱۲)
- One Direction – Take Me Home Tour (2013)
- One Direction – Where We Are Tour (2014
- One Direction – On the Road Again Tour (2015) (4 shows in Japan)
- The Chainsmokers – World War Joy (2019)

## تورهای گروه
- Mini Australian Tour (۲۰۱۲)
- Twenty Twelve Tour (ژوئن ۲۰۱۲)
- First New Zealand Show (۳ نوامبر ۲۰۱۲)
- Pants Down Tour (2013) (Australia)
- UK Tour (فوریه و مارس ۲۰۱۴)
- Countries 5 Days European Tour 5 (مارس و آوریل ۲۰۱۴) (Sweden, Germany, France, Italy, Spain)
- Stars, Stripes and Maple Syrup Tour (آوریل ۲۰۱۴) (North America)
- There's No Place Like Home Tour (مه ۲۰۱۴) (Australia)
- Rock Out with Your Socks Out Tour (2015) (UK, Europe, Australia, New Zealand, US, Canada)
- Sounds Live Feels Live World Tour (2016) (Asia, UK, Ireland, Europe, US, Canada, Mexico, Australia)
- 5SOS III Tour (2018) (Europe, North America, South America, Asia, Australia)
- Meet You There Tour (2018) (Asia, New Zealand, Australia, North America, Europe)
- No Shame Tour (2020) (Europe, North America, Australia)

## ترانه شناسی
- Unplugged - بیست و شش ژوئن ۲۰۱۲
- Somewhere New EP - هفت دسامبر سال ۲۰۱۲
- She Looks So Perfect EP - بیست و سه مارس ۲۰۱۴
- Don't Stop EP - پانزده ژوئن ۲۰۱۴
- 5 Seconds of Summer (آلبوم اول) - بیست و هفت ژوئیه ۲۰۱۴
- Amnesia - پنج سپتامبر ۲۰۱۴
- Good Girls - چهارده نوامبر ۲۰۱۴
- LIVESOS - پانزده دسامبر ۲۰۱۴
- Sounds Good Feels Good - بیست و سه اوکتبر ۲۰۱۵
- Youngblood - پانزده ژوئن ۲۰۱۸
- Calm - شش مارس ۲۰۲۰
- COMPLETE MESS _ دوم مارس ٢٠٢٢

## موزیک ویدئوها
| عنوان                                    | سال  | تهیه‌کننده                 | بازدیدها (تا ۲۶ مارس ۲۰۲۰) |
| ---------------------------------------- | ---- | ------------------------- | -------------------------- |
| "Out Of My Limit"                        | ۲۰۱۲ | Bryce Jepsen              | ۱۵ میلیون                  |
| "Heartbreak Girl"                        | ۲۰۱۳ | Charlie Miller            | ۵۶ میلیون                  |
| "Try Hard"                               | ۲۰۱۳ | Ben Winson                | ۴۸ میلیون                  |
| "Wherever You Are"                       | ۲۰۱۳ | Ben Winson                | ۳۵ میلیون                  |
| "She Looks So Perfect"                   | ۲۰۱۴ | Frank Borin               | ۲۴۶ میلیون                 |
| "Don't Stop"                             | ۲۰۱۴ | Issac Rentz               | ۸۱ میلیون                  |
| "Voodooo Doll"                           | ۲۰۱۴ |                           | ۳۱ میلیون                  |
| "Amnesia"                                | ۲۰۱۴ | Issac Rentz               | ۱۵۰ میلیون                 |
| "Good Girls"                             | ۲۰۱۴ | Issac Rentz               | ۶۲ میلیون                  |
| "What I Like About You:Live At The Foun" | ۲۰۱۴ | Tom van Schelven          | ۱۴ میلیون                  |
| "She's Kinda Hot"                        | ۲۰۱۵ | Issac Rentz               | ۵۸ میلیون                  |
| "Hey Everybody!"                         | ۲۰۱۵ | Issac Rentz               | ۲۶ میلیون                  |
| "Jet Black Heart"                        | ۲۰۱۵ | Issac Rentz               | ۳۴ میلیون                  |
| "Girls Talk Boys"                        | ۲۰۱۶ | Issac Rentz               | ۱۸ میلیون                  |
| "Want You Back"                          | ۲۰۱۸ | James Larese              | ۳۷ میلیون                  |
| "Youngblood Alt Version"                 | ۲۰۱۸ | Conor Butler              | ۱۸۱ میلیون                 |
| "Youngblood"                             | ۲۰۱۸ | Frank & Ivanna Borin      | ۹۵ میلیون                  |
| "Valentine"                              | ۲۰۱۸ | Andy DeLuka & Ashon Irwin | ۱۵ میلیون                  |
| "Lie To Me"                              | ۲۰۱۸ | Brendan Vaughan           | ۱۲ میلیون                  |
| "Easier"                                 | ۲۰۱۹ | Grant Singer              | ۳۳ میلیون                  |
| "Easier Live From The Valut"             | ۲۰۱۹ | Grant Singer              | ۳ میلیون                   |
| "Teeth"                                  | ۲۰۱۹ | Thibaut Duverneix         | ۲۶ میلیون                  |
| "Teeth Live From The Valut"              | ۲۰۱۹ | Thibaut Duverneix         | ۱۰۵ میلیون                 |
| "No Shame"                               | ۲۰۲۰ | Hannah Lux Davis          | ۷ میلیون                   |
| "Old Me"                                 | ۲۰۲۰ | Hnnah Lux Davis           | ۲۳ میلیون                  |

## یادداشت
1. ↑  5Seconds of Summer and LIVESOS
2. ↑  Sounds Good Feels Good
3. ↑  Youngblood

## سایت‌ها
https://en.wikipedia.org/wiki/5_Seconds_of_Summer
- وبگاه رسمی
- فایو سکندز آو سامر در تامبلر